# Unione Sportiva Cagliari 1967-1968
Questa pagina raccoglie i dati riguardanti l'Unione Sportiva Cagliari nelle competizioni ufficiali della stagione 1967-1968.

## Stagione
È la seconda stagione con Manlio Scopigno sulla panchina dei sardi. Gigi Riva con 13 reti è il miglior realizzatore. Un Cagliari forte in casa ma fragile in trasferta, con dieci sconfitte esterne. In Coppa Italia subito eliminato dal Milan. In Coppa delle Alpi non viene ammesso alla finale per la peggiore differenza reti.
Tra i migliori elementi di questa stagione vi sono Francesco Rizzo, mezzala che contribuisce sia alla manovra difensiva che a quella offensiva, e il brasiliano Nenè, che schierato da ala destra si rende imprendibile sulla fascia, segna molti gol ed è autore di moltissimi assist per i compagni.

## Calciomercato
| Acquisti         | Acquisti         | Acquisti   | Acquisti   |
| R.               | Nome             | da         | Modalità   |
| ---------------- | ---------------- | ---------- | ---------- |
| C                | Nené             | Juventus   | definitivo |
| A                | Gerry Hitchens   | Atalanta   | definitivo |
| Altre operazioni |                  |            |            |
| R.               | Nome             | da         | Modalità   |
| P                | Moriano Tampucci | Sant'Elena | definitivo |
| C                | Alessio Badari   | Reggiana   | definitivo |
| C                | Michele Moro     | Olbia      | definitivo |

| Cessioni         | Cessioni         | Cessioni | Cessioni   |
| R.               | Nome             | a        | Modalità   |
| ---------------- | ---------------- | -------- | ---------- |
| P                | Carlo Mattrel    | SPAL     | definitivo |
| C                | Bruno Visentin   | Padova   | definitivo |
| Altre operazioni |                  |          |            |
| R.               | Nome             | a        | Modalità   |
| C                | Sandro Tiberi    | Atalanta | definitivo |
| A                | Renzo Brando     | Prato    | definitivo |
| A                | Raffaello Ciocca | Pescara  | definitivo |

## Risultati

### Serie A

#### Girone di andata
| Arbitro: | Angonese (Mestre) |

|                |           |                |
| Mazzia 1’, 69’ | Marcatori | 50’ Boninsegna |

| Arbitro: | Gonella (Torino) |

|                 |           |                  |
| Clerici 9’, 42’ | Marcatori | 83’ (rig.) Rizzo |

| Arbitro: | D'Agostini (Roma) |

|                         |           |             |
| Nené 16’ Boninsegna 50’ | Marcatori | 88’ Savoldi |

| Arbitro: | Motta (Monza) |

|                 |           |                     |
| Riva 20’ (rig.) | Marcatori | 53’ (rig.) Altafini |

| Arbitro: | De Marchi (Pordenone) |

|              |           |  |
| De Sisti 26’ | Marcatori |  |

| Arbitro: | Sbardella (Roma) |

|  |           |          |
|  | Marcatori | 58’ Riva |

| Arbitro: | Francescon (Padova) |

|                    |           |                            |
| Riva 3’ 58’ (rig.) | Marcatori | 38’ (aut.) Longo 56’ Prati |

| Arbitro: | Monti (Ancona) |

|                       |           |  |
| Greatti 43’ Rizzo 71’ | Marcatori |  |

| Arbitro: | Carminati (Milano) |

|             |           |                |
| Cristin 51’ | Marcatori | 13’ Boninsegna |

| Arbitro: | Motta (Monza) |

|                          |           |                              |
| Carpenetti 15’ Peirò 72’ | Marcatori | 7’ Greatti 30’ Nené 68’ Riva |

| Arbitro: | Acernese (Roma) |

|                       |           |  |
| Riva 67’ Hitchens 69’ | Marcatori |  |

| Arbitro: | Vacchini (Milano) |

|          |           |           |
| Cera 77’ | Marcatori | 59’ Cosma |

| Arbitro: | Bernardis (Trieste) |

|                         |           |          |
| Vastola 6’ Anastasi 13’ | Marcatori | 63’ Riva |

| Arbitro: | Genel (Trieste) |

|                        |           |          |
| Facchin 8’ Fossati 27’ | Marcatori | 76’ Nené |

| Arbitro: | De Robbio (Torre Annunziata) |

|                                        |           |  |
| Mazzola 48’ Domenghini 64’ Mazzola 78’ | Marcatori |  |

#### Girone di ritorno
| Arbitro: | D'Agostini (Roma) |

|                           |           |  |
| Riva 48’, 75’ Greatti 78’ | Marcatori |  |

| Arbitro: | Lo Bello (Siracusa) |

|                  |           |              |
| Martiradonna 90’ | Marcatori | 47’ Ferrario |

| Arbitro: | Pieroni (Roma) |

|                            |           |                        |
| Dell'Angelo 21’ Danova 25’ | Marcatori | 23’ (aut.) Dell'Angelo |

| Arbitro: | D'Agostini (Roma) |

|            |           |  |
| Sivori 43’ | Marcatori |  |

| Arbitro: | Carminati (Milano) |

|                                     |           |                 |
| Rizzo 75’ Niccolai 82’ Hitchens 90’ | Marcatori | 69’ (aut.) Nené |

| Arbitro: | Bigi (Padova) |

|              |           |                  |
| Riva 43’ 60’ | Marcatori | 69’ 83’ Catalano |

| Arbitro: | Toselli (Cormons) |

|  |           |              |
|  | Marcatori | 15’ Hitchens |

| Arbitro: | De Marchi (Pordenone) |

|                     |           |  |
| Menichelli 64’, 69’ | Marcatori |  |

| Arbitro: | Di Tonno (Lecce) |

|                          |           |                                       |
| Rizzo 55’ 63’ Badari 89’ | Marcatori | 35’ Cristin 49’ Vieri 83’ Francesconi |

| Arbitro: | Gussoni (Tradate) |

|                |           |                      |
| Boninsegna 75’ | Marcatori | 11’ Taccola 90’ Jair |

| Arbitro: | Carminati (Milano) |

|            |           |  |
| Brenna 51’ | Marcatori |  |

| Arbitro: | D'Agostini (Roma) |

|                                     |           |              |
| Demarco 18’ Bicicli 48’ Demarco 69’ | Marcatori | 28’ Hitchens |

| Arbitro: | Bigi (Padova) |

|              |           |              |
| Nené 30’ 40’ | Marcatori | 70’ Burlando |

| Arbitro: | Torelli (Milano) |

|                      |           |  |
| Greatti 64’ Riva 73’ | Marcatori |  |

| Arbitro: | Sbardella (Roma) |

|                                     |           |                    |
| Boninsegna 46’ Greatti 59’ Riva 79’ | Marcatori | 22’ 28’ Cappellini |

### Coppa Italia
| Arbitro: | Monti (Ancona) |

|                               |           |  |
| Hamrin 35’ Longoni 39’ (aut.) | Marcatori |  |

### Coppa Mitropa
| Arbitro: | Schelling |

|                                                             |           |  |
| Riva 37’, 74’ Nené 56’ Boninsegna 60’, 67’ Martiradonna 83’ | Marcatori |  |

| Arbitro: | Zsolt |

|                             |           |                         |
| Postulka 1’, 20’ Haspra 41’ | Marcatori | 24’ Boninsegna 42’ Riva |

| Arbitro: | Tibor |

|               |           |  |
| Spasovski 90’ | Marcatori |  |

| Arbitro: | Babauczec |

|  |           |               |
|  | Marcatori | 81’ Velkovski |

### Coppa delle Alpi

#### Fase a gironi
| Arbitro: | Bucheli |

|          |           |  |
| Cera 44’ | Marcatori |  |

| Arbitro: | Kreithein |

|                  |           |                                       |
| Longo 39’ (aut.) | Marcatori | 22’, 47’, 49’ Boninsegna 30’ Brugnera |

| Arbitro: | Mannheim |

|                         |           |                          |
| Allemann 13’ Müller 15’ | Marcatori | 10’, 34’, 70’ Boninsegna |

| Arbitro: | Boller |

|                       |           |                           |
| Brugnera 26’ Cera 80’ | Marcatori | 2’ Neuser 21’ Pohlschmidt |

| Arbitro: | Kamber |

|                           |           |                             |
| Grabowski 33’ Huberts 80’ | Marcatori | 22’ Brugnera 88’ Boninsegna |

## Statistiche

### Statistiche di squadra
| Competizione     | Punti                                                               | In casa | In casa | In casa | In casa | In casa | In casa | In trasferta | In trasferta | In trasferta | In trasferta | In trasferta | In trasferta | Totale | Totale | Totale | Totale | Totale | Totale |
| Competizione     | Punti                                                               | G       | V       | N       | P       | Gf      | Gs      | G            | V            | N            | P            | Gf           | Gs           | G      | V      | N      | P      | Gf     | Gs     |
| ---------------- | ------------------------------------------------------------------- | ------- | ------- | ------- | ------- | ------- | ------- | ------------ | ------------ | ------------ | ------------ | ------------ | ------------ | ------ | ------ | ------ | ------ | ------ | ------ |
| Serie A          | 31                                                                  | 15      | 8       | 6       | 1       | 30      | 17      | 15           | 4            | 1            | 10           | 14           | 21           | 30     | 12     | 7      | 11     | 44     | 38     |
| Coppa Italia     | 1º turno                                                            | 0       | 0       | 0       | 0       | 0       | 0       | 1            | 0            | 0            | 1            | 0            | 2            | 1      | 0      | 0      | 1      | 0      | 2      |
| Coppa Mitropa    | quarti di finale                                                    | 2       | 1       | 0       | 1       | 6       | 3       | 2            | 0            | 0            | 2            | 2            | 4            | 4      | 1      | 0      | 3      | 8      | 5      |
| Coppa delle Alpi | 1º posto nel gruppo B (non ammesso alla finale per differenza reti) | 2       | 1       | 1       | 0       | 3       | 2       | 3            | 2            | 1            | 0            | 9            | 5            | 5      | 3      | 2      | 0      | 12     | 7      |
| Totale           | -                                                                   | 19      | 10      | 7       | 2       | 39      | 22      | 21           | 6            | 2            | 13           | 25           | 32           | 40     | 16     | 9      | 15     | 64     | 52     |

### Statistiche dei giocatori
N.B.: I cartellini gialli e rossi vennero introdotte a partire dal Campionato mondiale di calcio 1970, mentre i giocatori potevano già essere allontanati dal campo per grave fallo di gioco o condotta violenta. Durante la stagione furono allonati dal campo due volte Boninsegna e una sola volta Riva e Niccolai.
| Giocatore       | Serie A  | Serie A | Coppa Italia | Coppa Italia | Coppa Mitropa | Coppa Mitropa | Coppa delle Alpi | Coppa delle Alpi | Totale   | Totale |
| Giocatore       | Presenze | Reti    | Presenze     | Reti         | Presenze      | Reti          | Presenze         | Reti             | Presenze | Reti   |
| --------------- | -------- | ------- | ------------ | ------------ | ------------- | ------------- | ---------------- | ---------------- | -------- | ------ |
| A. Badari       | 9        | 1       | 0            | 0            | 2             | 0             | 1                | 0                | 12       | 1      |
| R. Boninsegna   | 19       | 5       | 1            | 0            | 4             | 3             | 5                | 7                | 29       | 15     |
| M. Brugnera     | 0        | 0       | 0            | 0            | 0             | 0             | 5                | 3                | 5        | 3      |
| P. Cera         | 25       | 1       | 1            | 0            | 2             | 0             | 5                | 2                | 33       | 3      |
| R. Dessì        | 1        | 0       | 0            | 0            | 0             | 0             | 0                | 0                | 1        | 0      |
| R. Greatti      | 30       | 5       | 1            | 0            | 3             | 0             | 4                | 0                | 38       | 5      |
| G. Hitchens     | 17       | 4       | 0            | 0            | 3             | 0             | 4                | 0                | 24       | 4      |
| M. Longo        | 22       | 0       | 1            | 0            | 4             | 0             | 5                | 0                | 32       | 0      |
| G. Longoni      | 28       | 0       | 1            | 0            | 4             | 0             | 5                | 0                | 38       | 0      |
| M. Martiradonna | 22       | 1       | 1            | 0            | 2             | 1             | 3                | 1                | 28       | 3      |
| M. Moro         | 1        | 0       | 0            | 0            | 0             | 0             | 0                | 0                | 1        | 0      |
| Nenè            | 27       | 5       | 1            | 0            | 2             | 1             | 5                | 0                | 35       | 6      |
| C. Niccolai     | 13       | 1       | 0            | 0            | 1             | 0             | 4                | 0                | 18       | 1      |
| P. Pianta       | 21       | -23     | 0            | 0            | 1             | -1            | 4                | -5               | 26       | -29    |
| A. Reginato     | 10       | -15     | 1            | 0            | 3             | -4            | 1                | -2               | 15       | -21    |
| L. Riva         | 26       | 13      | 1            | 0            | 4             | 3             | 0                | 0                | 31       | 16     |
| F. Rizzo        | 25       | 5       | 1            | 0            | 4             | 0             | 0                | 0                | 30       | 5      |
| M. Tampucci     | 0        | 0       | 0            | 0            | 0             | 0             | 0                | 0                | 0        | 0      |
| M. Tiddia       | 10       | 0       | 1            | 0            | 2             | 0             | 0                | 0                | 13       | 0      |
| R. Vescovi      | 25       | 0       | 1            | 0            | 4             | 0             | 5                | 0                | 35       | 0      |